# Ferdinand von Miller
Pour les articles homonymes, voir Miller.
Ferdinand Miller, à partir de 1851 von Miller (né le 18 octobre 1813 à Fürstenfeldbruck et mort le 11 février 1887 à Munich) est un fondeur bavarois, ayant notamment réalisé dans la fonderie royale de Munich le colosse de bronze Bavaria trônant sur la Theresienwiese, où a lieu chaque année l'Oktoberfest. Il est également à partir de 1869 membre du Landtag bavarois puis en 1874 du Reichstag.

## Famille
Miller est issu d'une famille de Haute-Bavière de Aichach. Son père Joseph Anton Miller et sa mère Julie Siglmeier, sœur de Johann Baptist Stiglmaier, premier directeur de la fonderie royale bavaroise.
En 1840, il se marie à Anna Pösl (1815-1890), la fille du chef de gouvernement de Landshut, ensemble ils ont 14 enfants. Parmi eux on trouve le directeur de l'Académie des beaux-arts de Munich, Ferdinand von Miller le Jeune (de) (1842–1929) et l'ingénieur spécialisé dans l'électricité et fondateur du Deutsches Museum, Oskar von Miller.

## Biographie

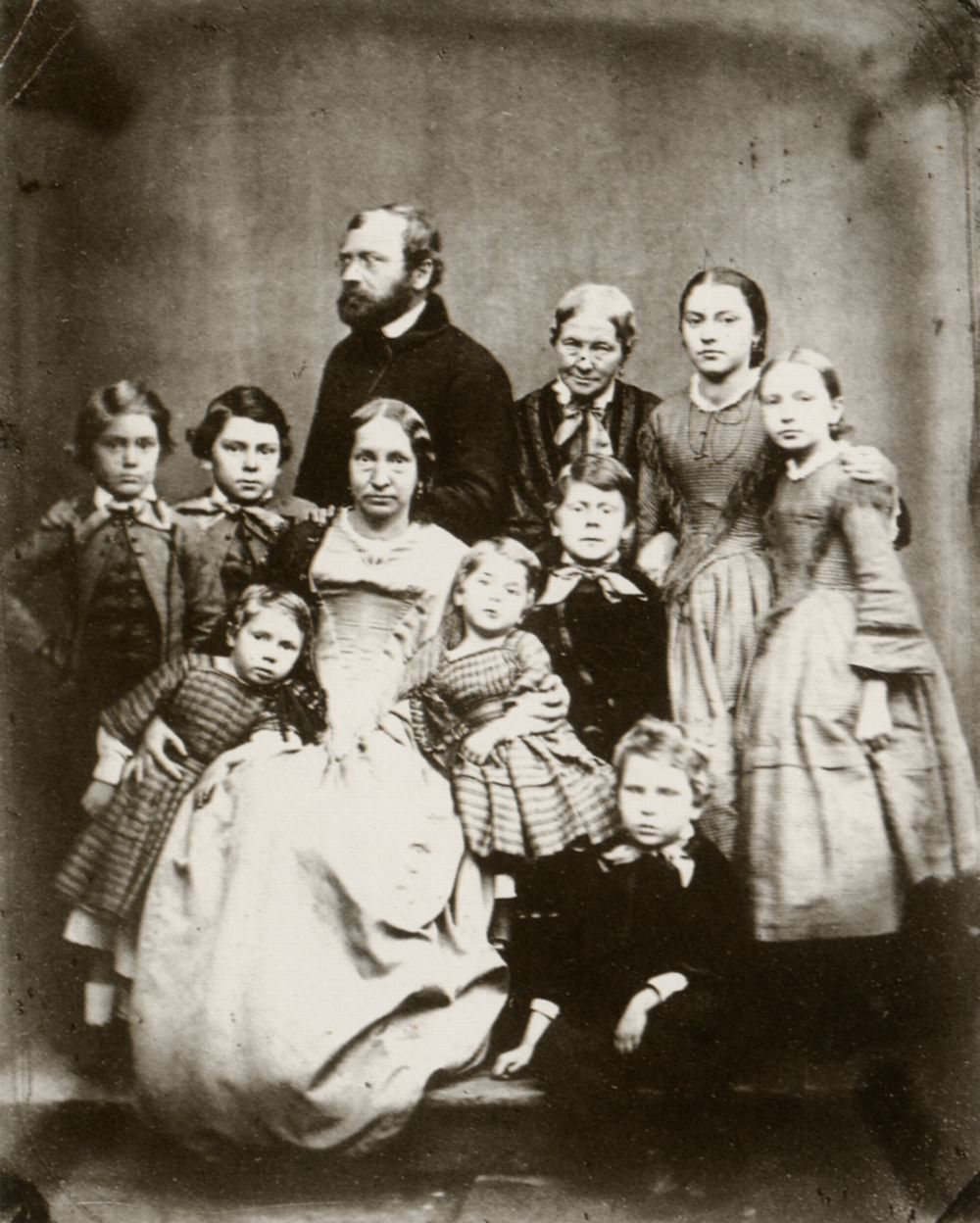
Ferdinand von Miller entouré de sa famille

Miller commence à travailler dans la fonderie royale bavaroise avec son oncle en tant qu'assistant. Stilgmaier reconnaît rapidement le talent de son neveu et lui permet d'entrer dans l'académie des beaux-arts de Munich puis celle de Paris en 1834. Là-bas il rencontre Alexander von Humboldt. Ce dernier lui parle du nouveau projet de Louis Ier de Bavière de réaliser une statue colossale en bronze, la Bavaria. Miller décide donc de retourner à Munich. Après la mort de son oncle, il devient le directeur de la fonderie royale et termine le projet. La réalisation de la statue nécessite 8 ans de travail et 87 360 kilogrammes de minerai. Le colosse est finalement inauguré en 1850. En 1863, Ferdinand von Miller perd l'usage d'un œil à cause d'un décollement de rétine. En 1873, il devient le propriétaire de la fonderie royale pour 55 000 florins. Miller est un aussi un amoureux des châteaux forts (comme beaucoup de romantiques de l'époque). Il fait l'acquisition du château de Karneid (de), près de Bolzano et le rénove.
Ferdinand von Miller est enterré au cimetière du Sud (Südfriedhof) de Munich.

## Distinction
Pour son travail sur la Bavaria, Miller reçoit l'Ordre du mérite civil de la Couronne de Bavière le 1er janvier 1851 et est en même temps anobli au rang de chevalier. Le 12 octobre 1875 son titre devient héréditaire et le 30 décembre 1875 il est immatriculé au registre des nobles bavarois. Son buste se trouve dans le Ruhmeshalle de Munich, qui est un panthéon pour les hommes bavarois. Dans sa ville natale, Fürstenfeldbruck, une école porte son nom. En 1876, il reçoit la médaille d'or de citoyen de la ville de Munich.

## Liste des monuments fabriqués par Ferdinand Miller
- Bamberg : Fontaine Maximilien 1880
- Berlin : Statue équestre de l'empereur Frédéric III  sur l'île des musées devant le musée de Bode
- Berchtesgaden : monument en l'honneur de Luitpold de Bavière en 1893
- Breslau : statue équestre de l'empereur Guillaume Ier, à côté de l'église Corpus-Christi
- Dinkelsbühl : monument de l'écrivain Christoph von Schmid[3]
- Dortmund : monument de guerre 1870/71, à Hiltropwall
- Dresde : monument de guerre 1871, sur l'Altmarkt
- Ehingen : buste de Guillaume Ier dans la tour commémorative de l'empereur Guillaume sur la Wolfert
- Elbing : monument de guerre 1870/71
- Francfort-sur-le-Main : statue de Goethe sur la Goetheplatz
- Friedrichshafen: buste de l'empereur Guillaume Ier, dans le parc municipal
- Landau: Statue équestre de Luitpold de Bavière, sur la Paradeplatz
- Saint-Louis (Missouri) : statue d'Alexander von Humboldt, dans le jardin botanique
- Mannheim : statue d'August Wilhelm Iffland, sur la Schillerplatz
- Metz: Statue équestre de l'empereur Guillaume Ier (1889–1892), sur l'Esplanade
- Rheydt-Geneiken: buste de Guillaume Ier sur la Kaiserplatz
- Munich: monument de guerre 1870/71 dans le Feldherrnhalle, sur l'Odeonsplatz
- Neunkirchen: Statue de Guillaume Ier sur la Marktplatz
- Neustadt an der Weinstraße : monument Germania dans la Karolinenstraße
- Nuremberg: Statue équestre de Luitpold de Bavière devant la gare
- Rüdesheim : statue de Germania dans le Niederwalddenkmal
- Stuttgart: statue équestre de Guillaume Ier de Wurtemberg
- Bad Tölz : Kaspar III. Winzerer (de), dans la Marktstraße
- Trèves : statue de Guillaume Ier dans la Domfreihof
- Trèves : fontaine Balduin : Statue de bronze du prince-électeur et archevêque de Trèves Baudouin de Luxembourg
- Weimar : statue de Johann Gottfried Herder sur la Herderplatz, statue de Goethe et de Schiller
- Wurtzbourg : Frankoniabrunnen, une fontaine près de la Résidence de Würzburg
- Wurtzbourg : quatre statues en bronze des deux allées de lions sur la Ludwigsbrücke

## Renommée

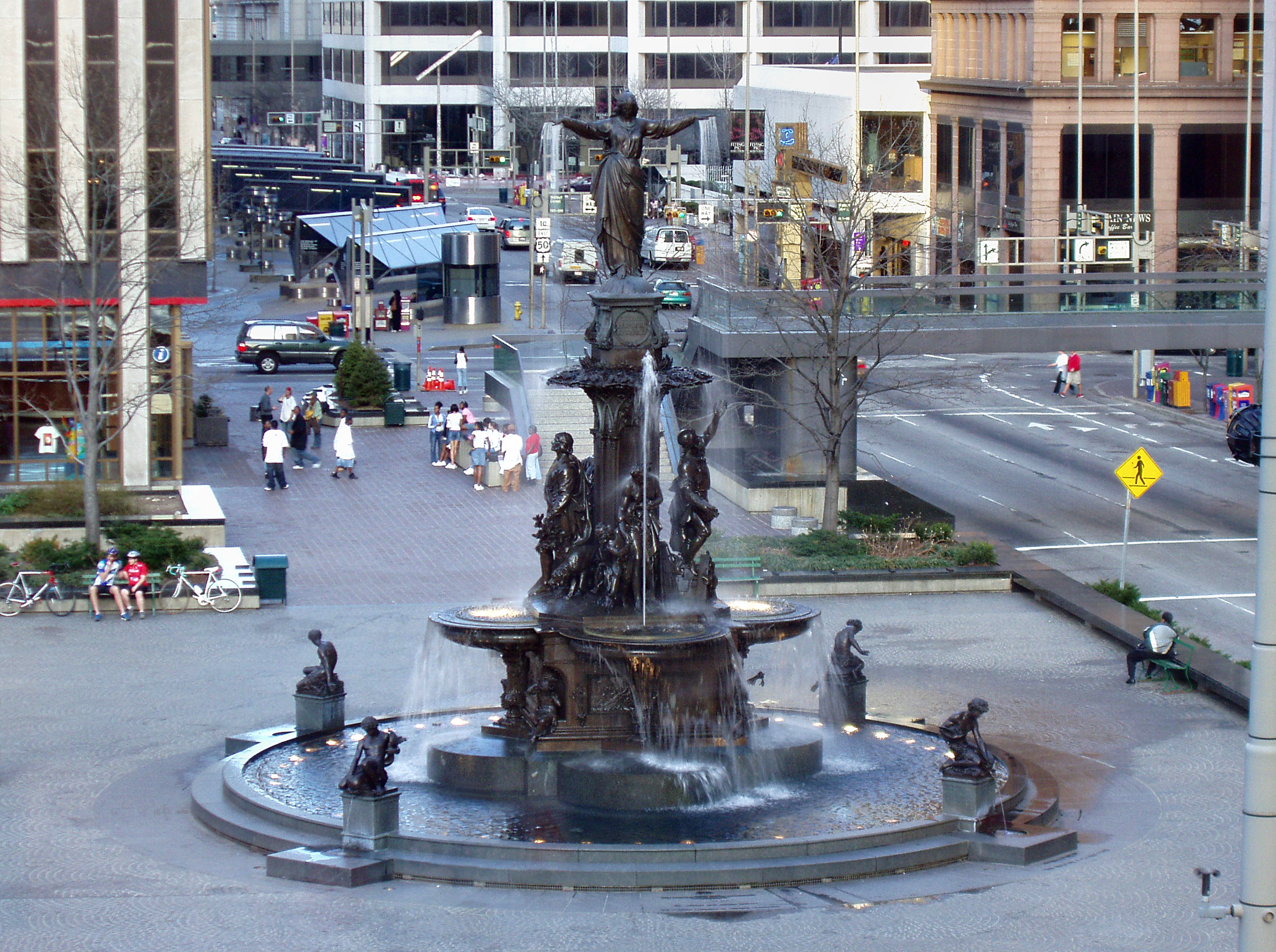
Ferdinand von Miller, ses fils et August von Kreling: Tyler Davidson Fountain pour Cincinnati dans l'Ohio en 1871

La renommée de Ferdinand von Miller dépasse les frontières germaniques. Le sculpteur Thomas Crawford envoie ainsi ses ébauches à Munich. Autres exemples, Miller a coulé une statue équestre de 22 pieds de haut de George Washington. Les portes du capitole de Washington sont  également son œuvre.